# آریا گیتارز
آریا گیتارز (انگلیسی: Aria) شرکت تجهیزات موسیقی ژاپنی است، که در سال ۱۹۵۶ تأسیس شد.